# La Ngà (xã)
La Ngà is een xã in het district Định Quán, een van de negen districten van de Vietnamese provincie Đồng Nai. De provincie ligt in een regio van Vietnam, dat ook wel Đông Nam Bộ wordt genoemd.